# Liste der Nummer-eins-Hits in Indien (2024)
Diese Liste der Nummer-eins-Hits basiert auf den offiziellen Charts der IMI, der indischen Landesgruppe der IFPI, im Jahr 2024. Sie basieren vollständig auf Streaming.

## Singles
| ← 2023 ← | Liste der Nummer-eins-Hits in Indien (International Singles) | Liste der Nummer-eins-Hits in Indien (International Singles) | Liste der Nummer-eins-Hits in Indien (International Singles) | 2025 →                    |
| \| Zeitraum \| Wo. ges. \| Interpret \| Titel Autor(en) \| Zusätzliche Informationen \| \| (Zeitraum, Wochen auf Platz eins, Interpret, Titel, Autor[en], zusätzliche Informationen) \| \| \| \| \| \| ----------------------------------------------------------------------------------------- \| -------- \| ------------------------------ \| ------------------------------------------------------------------------------------------------------------------------------------------------------------------------------------------------------------------------------------------------------------------------ \| ------------------------- \| \| 44. Woche 2023 – 11. Woche 2024 20 Wochen (insgesamt 24) \| 24 \| Diljit Dosanjh feat. Sia \| Hass hass Diljit Dosanjh, Sia Kate Furler, Gregory Allan Kurstin, Inder Bajwa \| – \| \| 12.–13. Woche 2 Wochen \| 2 \| V \| Fri(end)s Salem Ilese Davern, Joel Estevan Castillo, Connor Patrick McDonough, Riley Thomas McDonough, Melanie Joy Fontana Schulz, Michel Sebastian Maximilian Schulz, Ori Rose \| – \| \| 14.–16. Woche 3 Wochen (insgesamt 24) \| 24 \| Diljit Dosanjh feat. Sia \| Hass hass Diljit Dosanjh, Sia Kate Furler, Gregory Allan Kurstin, Inder Bajwa \| – \| \| 17. Woche 1 Woche \| 1 \| Taylor Swift feat. Post Malone \| Fortnight Jack Michael Antonoff, Taylor Alison Swift, Austin Richard Post \| – \| \| 18. Woche 1 Woche (insgesamt 24) \| 24 \| Diljit Dosanjh feat. Sia \| Hass hass Diljit Dosanjh, Sia Kate Furler, Gregory Allan Kurstin, Inder Bajwa \| – \| \| 19. Woche 1 Woche (insgesamt 10) \| 10 \| Sabrina Carpenter \| Espresso Sabrina Annlynn Carpenter, Julian Collin Bunetta, Stephanie Nicole Jones, Amy Rose Allen \| – \| \| 20. Woche 1 Woche \| 1 \| RM \| Come Back to Me Jnkyrd, Zeng Guo-hong, Ohhyuk, Kim Nam-joon, San Yawn \| – \| \| 21.–29. Woche 9 Wochen (insgesamt 10) \| 10 \| Sabrina Carpenter \| Espresso Sabrina Annlynn Carpenter, Julian Collin Bunetta, Stephanie Nicole Jones, Amy Rose Allen \| – \| \| 30.–31. Woche 2 Wochen \| 2 \| Jimin \| Who Kim Min-su, Jason Cornet, Jonathan David Bellion, Kang Hyo-won, Peter Anthony Nappi \| – \| \| 32.–39. Woche 8 Wochen (insgesamt 10) \| 10 \| Hanumankind prod. Kalmi \| Big Dawgs Sooraj Cherukat, Sai Nikhil Kalimireddy \| – \| \| 40. Woche 1 Woche \| 1 \| The Weeknd with Playboi Carti \| Timeless Abel Makkonen Tesfaye, Blessed Samuel Joe-Andah, Deavon Keith Petty-Chisolm, Jarrod Morgan, Jordan Terrell Carter, Kobe Hood, Michael George Dean, Mark Carl Stolinski Williams, Raúl Ignacio Cubina, Pharrell Lanscilo Williams, Tariq Anwar-Bassett Sharrieff \| – \| \| 41.–42. Woche 2 Wochen (insgesamt 10) \| 10 \| Hanumankind prod. Kalmi \| Big Dawgs Sooraj Cherukat, Sai Nikhil Kalimireddy \| – \| \| 43.–46. Woche 4 Wochen (insgesamt 5) \| 5 \| Rosé feat. Bruno Mars \| Apt. Theron Makiel Thomas, Philip Martin Lawrence II, Michael Donald Chapman, Peter Gene Hernandez, Christopher Steven Brown, Rogét Lufti Chahayed, Park Chae-young, Nicholas Barry Chinn, Omer Fedi, Henry Russell Walter, Amy Rose Allen \| – \| \| 47. Woche 1 Woche \| 1 \| Jin \| Running Wild Gary Barlow, Joshua Peter Record, Jacob Sebastian Attwooll \| – \| \| 48. Woche 1 Woche (insgesamt 5) \| 5 \| Rosé feat. Bruno Mars \| Apt. Theron Makiel Thomas, Philip Martin Lawrence II, Michael Donald Chapman, Peter Gene Hernandez, Christopher Steven Brown, Rogét Lufti Chahayed, Park Chae-young, Nicholas Barry Chinn, Omer Fedi, Henry Russell Walter, Amy Rose Allen \| – \| \| 49. Woche 2024 – 21. Woche 2025 25 Wochen (insgesamt 26) \| 26 \| Lady Gaga & Bruno Mars \| Die with a Smile Andrew Wotman, Dernst Emile, James Edward Fauntleroy II, Stefani Joanne Angelina Germanotta, Peter Gene Hernandez \| – \| |                                                              |                                                              | |                           |
| ← 2023 |                                                              |                                                              | | → 2025 →                  |
| Zeitraum | Wo. ges.                                                     | Interpret                                                    | Titel Autor(en) | Zusätzliche Informationen |
| (Zeitraum, Wochen auf Platz eins, Interpret, Titel, Autor[en], zusätzliche Informationen) |                                                              |                                                              | |                           |
| 44. Woche 2023 – 11. Woche 2024 20 Wochen (insgesamt 24) | 24                                                           | Diljit Dosanjh feat. Sia                                     | Hass hass Diljit Dosanjh, Sia Kate Furler, Gregory Allan Kurstin, Inder Bajwa | –                         |
| 12.–13. Woche 2 Wochen | 2                                                            | V                                                            | Fri(end)s Salem Ilese Davern, Joel Estevan Castillo, Connor Patrick McDonough, Riley Thomas McDonough, Melanie Joy Fontana Schulz, Michel Sebastian Maximilian Schulz, Ori Rose                                                                                          | –                         |
| 14.–16. Woche 3 Wochen (insgesamt 24) | 24                                                           | Diljit Dosanjh feat. Sia                                     | Hass hass Diljit Dosanjh, Sia Kate Furler, Gregory Allan Kurstin, Inder Bajwa | –                         |
| 17. Woche 1 Woche | 1                                                            | Taylor Swift feat. Post Malone                               | Fortnight Jack Michael Antonoff, Taylor Alison Swift, Austin Richard Post | –                         |
| 18. Woche 1 Woche (insgesamt 24) | 24                                                           | Diljit Dosanjh feat. Sia                                     | Hass hass Diljit Dosanjh, Sia Kate Furler, Gregory Allan Kurstin, Inder Bajwa | –                         |
| 19. Woche 1 Woche (insgesamt 10) | 10                                                           | Sabrina Carpenter                                            | Espresso Sabrina Annlynn Carpenter, Julian Collin Bunetta, Stephanie Nicole Jones, Amy Rose Allen | –                         |
| 20. Woche 1 Woche | 1                                                            | RM                                                           | Come Back to Me Jnkyrd, Zeng Guo-hong, Ohhyuk, Kim Nam-joon, San Yawn | –                         |
| 21.–29. Woche 9 Wochen (insgesamt 10) | 10                                                           | Sabrina Carpenter                                            | Espresso Sabrina Annlynn Carpenter, Julian Collin Bunetta, Stephanie Nicole Jones, Amy Rose Allen | –                         |
| 30.–31. Woche 2 Wochen | 2                                                            | Jimin                                                        | Who Kim Min-su, Jason Cornet, Jonathan David Bellion, Kang Hyo-won, Peter Anthony Nappi | –                         |
| 32.–39. Woche 8 Wochen (insgesamt 10) | 10                                                           | Hanumankind prod. Kalmi                                      | Big Dawgs Sooraj Cherukat, Sai Nikhil Kalimireddy | –                         |
| 40. Woche 1 Woche | 1                                                            | The Weeknd with Playboi Carti                                | Timeless Abel Makkonen Tesfaye, Blessed Samuel Joe-Andah, Deavon Keith Petty-Chisolm, Jarrod Morgan, Jordan Terrell Carter, Kobe Hood, Michael George Dean, Mark Carl Stolinski Williams, Raúl Ignacio Cubina, Pharrell Lanscilo Williams, Tariq Anwar-Bassett Sharrieff | –                         |
| 41.–42. Woche 2 Wochen (insgesamt 10) | 10                                                           | Hanumankind prod. Kalmi                                      | Big Dawgs Sooraj Cherukat, Sai Nikhil Kalimireddy | –                         |
| 43.–46. Woche 4 Wochen (insgesamt 5) | 5                                                            | Rosé feat. Bruno Mars                                        | Apt. Theron Makiel Thomas, Philip Martin Lawrence II, Michael Donald Chapman, Peter Gene Hernandez, Christopher Steven Brown, Rogét Lufti Chahayed, Park Chae-young, Nicholas Barry Chinn, Omer Fedi, Henry Russell Walter, Amy Rose Allen                               | –                         |
| 47. Woche 1 Woche | 1                                                            | Jin                                                          | Running Wild Gary Barlow, Joshua Peter Record, Jacob Sebastian Attwooll | –                         |
| 48. Woche 1 Woche (insgesamt 5) | 5                                                            | Rosé feat. Bruno Mars                                        | Apt. Theron Makiel Thomas, Philip Martin Lawrence II, Michael Donald Chapman, Peter Gene Hernandez, Christopher Steven Brown, Rogét Lufti Chahayed, Park Chae-young, Nicholas Barry Chinn, Omer Fedi, Henry Russell Walter, Amy Rose Allen                               | –                         |
| 49. Woche 2024 – 21. Woche 2025 25 Wochen (insgesamt 26) | 26                                                           | Lady Gaga & Bruno Mars                                       | Die with a Smile Andrew Wotman, Dernst Emile, James Edward Fauntleroy II, Stefani Joanne Angelina Germanotta, Peter Gene Hernandez | –                         |